# Equipo de Copa Davis de Chipre
El equipo chipriota Copa Davis representa a Chipre en la Copa Davis y se rigen por la Federación Chipriota de Tenis.

## Historia
Chipre compitió en su primera Copa Davis en 1996. Chipre actualmente compite en la Zona África/Europa del Grupo III.

## Equipo actual
- Sergis Kyratzis
- Christos Hadjigeorgiou
- Petros Chrysochos
- Photos Photiades